# Adelboden
Adelboden è un comune svizzero di 3 371 abitanti del Canton Berna, nella regione dell'Oberland (circondario di Frutigen-Niedersimmental), noto internazionalmente per le gare di sci alpino che vi si svolgono nella stagione invernale.

## Geografia fisica

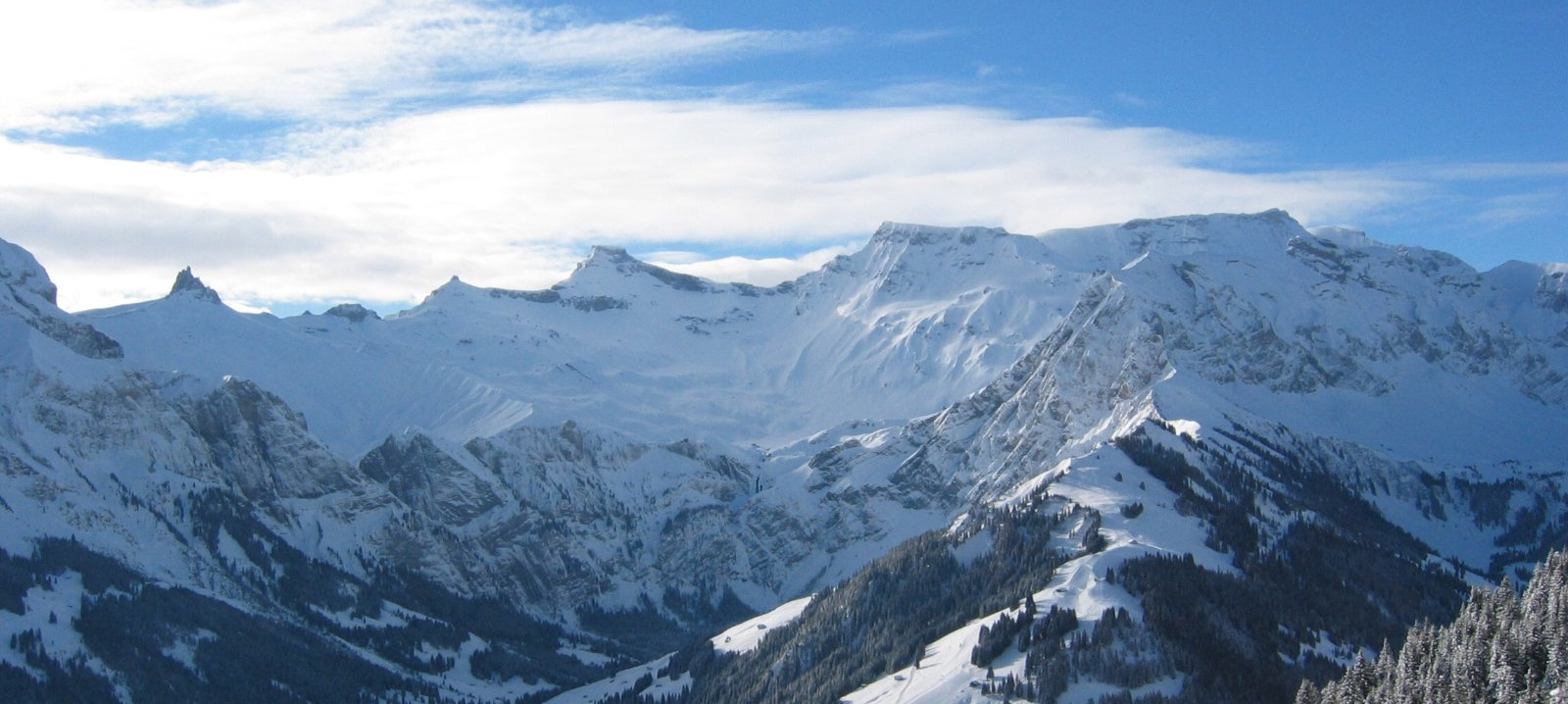
La valle del fiume Engstligen, fotografata dalle alture poste alle spalle di Adelboden ("Tschentenalp"). In basso a sinistra si scorgono alcune case della frazione di Boden, punto d'arrivo delle gare della Coppa del Mondo di sci alpino

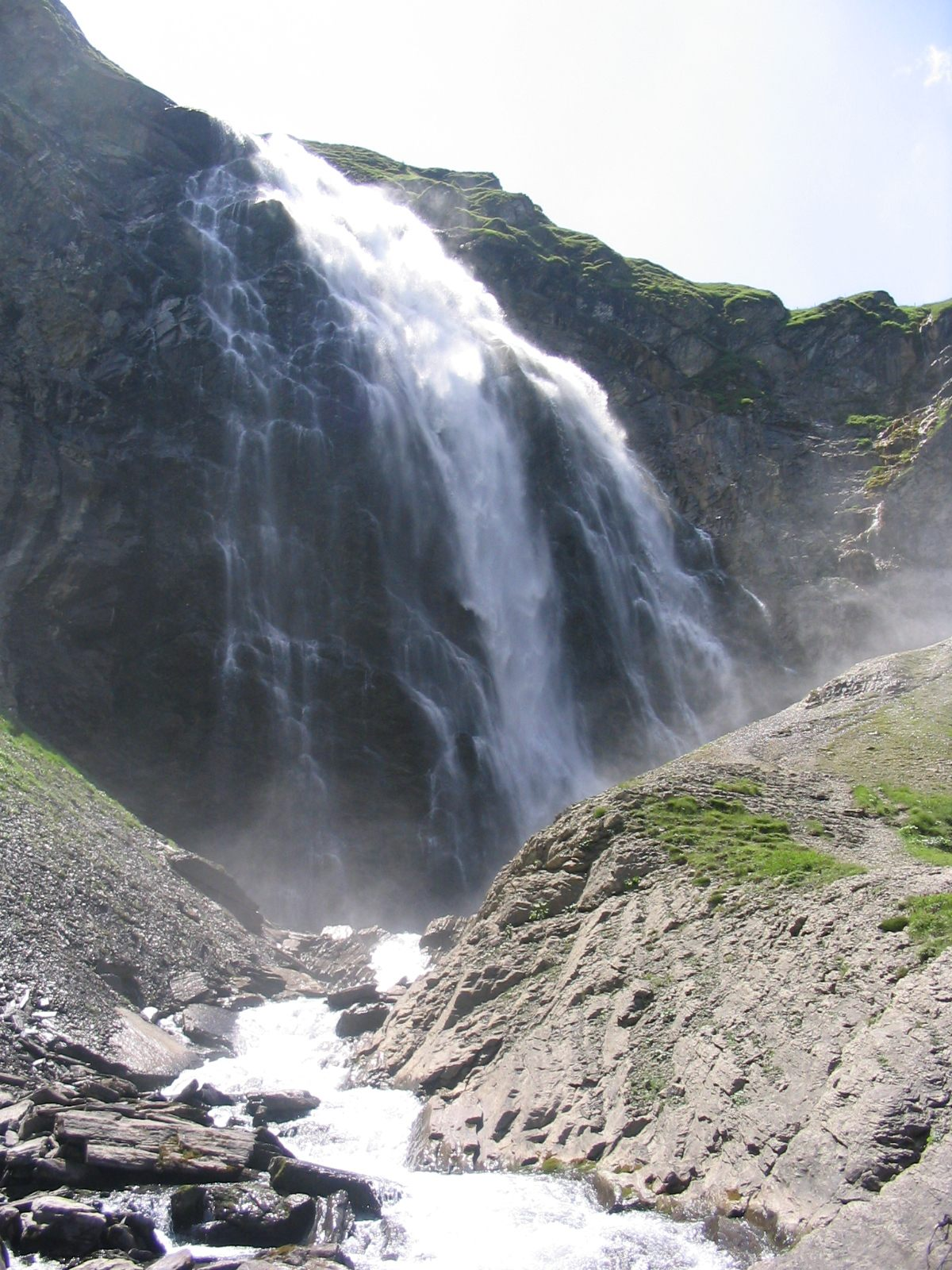
Uno scorcio delle Engstligenfälle, le seconde cascate più alte della Svizzera

Adelboden si trova nell'Oberland Bernese, 40 km a sud-est da Thun, 70 km da Berna, ai piedi della valle del fiume Engstligen (interamente inclusa nel comune). È un villaggio di montagna situato su una terrazza collinare rivolta a sud, verso le Engstligenfälle (le cascate del fiume Engstligen).
La chiesa e la strada principale si trovano a 1 350 m s.l.m.; il punto più elevato nell'area è il Grosstrubel, che raggiunge i 3 242 m s.l.m., mentre il punto più basso del comune raggiunge i 1 045 m s.l.m. nella via verso Frutigen. I principali rilievi montuosi sono il Lohner (3 048 m s.l.m.), lo Steghorn (3 146 m s.l.m.), il Wildstrubel (3 242 m s.l.m.), il Fitzer (2 458 m s.l.m.), lo Tschenten (2 025 m s.l.m.) e lo Gsür (2 708 m s.l.m.). La vegetazione è alpina e subalpina.
Oltre all'imponente catena montuosa composta dalle Alpi Bernesi che contorna il territorio (Wildstrubel, Stäghorn, Ammertenspitz, ecc.), nel comune sono presenti vari luoghi di interesse turistico-geografico:
- Engstligenfälle (le cascate di Engstligen): il fiume Engstligen precipita dal pianoro di Engstligenalp per oltre 600 m sulle rocce dando origine alla seconda più grande cascata della Svizzera.[4] Le cascate fanno parte dell'Inventario federale dei paesaggi, siti e monumenti naturali d'importanza nazionale.[5] Un sentiero permette di transitare ai piedi dei due getti di maggiore portata.[4]
- Engstligenalp, il rilievo con relativo pianoro situato a nord del comune, all'altezza di circa 2 000 m s.l.m., che ospita il più alto stabilimento sciistico delle Alpi bernesi.[6]
- Cholerenschlucht, una gola di roccia che sprofonda per più di 100 m, raggiungibile con un sistema di scale in ferro.[7]
- Sillerenbühl, antico passo alpino e località sciistica raggiungibile tramite una cabinovia.
- Hahnenmoos, località sciistica e storico passo alpino, utilizzato dal parroco cattolico nel 1528 per fuggire a seguito del cambio di credo religioso nell'area.[8] È raggiungibile tramite una delle più lunghe cabinovie europee e la prima completamente automatizzata in Svizzera.[9]

## Storia

### Età medievale
Il territorio di Adelboden divenne stabilmente abitato in tempi relativamente recenti; i primi documenti a menzionare le Alpi circostanti sono però piuttosto antichi (si cita Engstligen nel 1232 e Sillern nel 1290).

### Età moderna
Adelboden restò per lungo tempo parte integrante della comunità (Talshaft) e della parrocchia di Frutigen, specialmente sotto la signoria dei Kien, dei Wädenswil e dei Turn, ed entrò a far parte dei possedimenti bernesi di Frutigen attorno al 1400 (anche se parte del territorio rimase sotto il controllo vallesano). Adelboden si riscattò in seguito dalle imposizioni delle signorie e si separò da Frutigen, sul piano ecclesiastico e comunale, nel XV-XVI secolo, subito dopo aver edificato la propria chiesa (prima del 1433) per evitare di dover raggiungere il lontano luogo di culto di Frutigen, spesso irraggiungibile per le abbondanti nevicate invernali. Gli affreschi interni alla chiesa sono del 1443.
Nel XV secolo venne costruito l'edificio comunale. Nel 1528 Adelboden passò alla Chiesa riformata e il parroco cattolico fuggì attraverso l'Hahnenmoospass verso il Canton Friburgo, cattolico. Nel XVII secolo fu eretta la scuola e vennero tracciati i primi veri sentieri di collegamento (1621). Gli abitanti vivevano d'allevamento e di commercio di bestiame (la prima fiera annuale è menzionata nel 1686).

### Età contemporanea

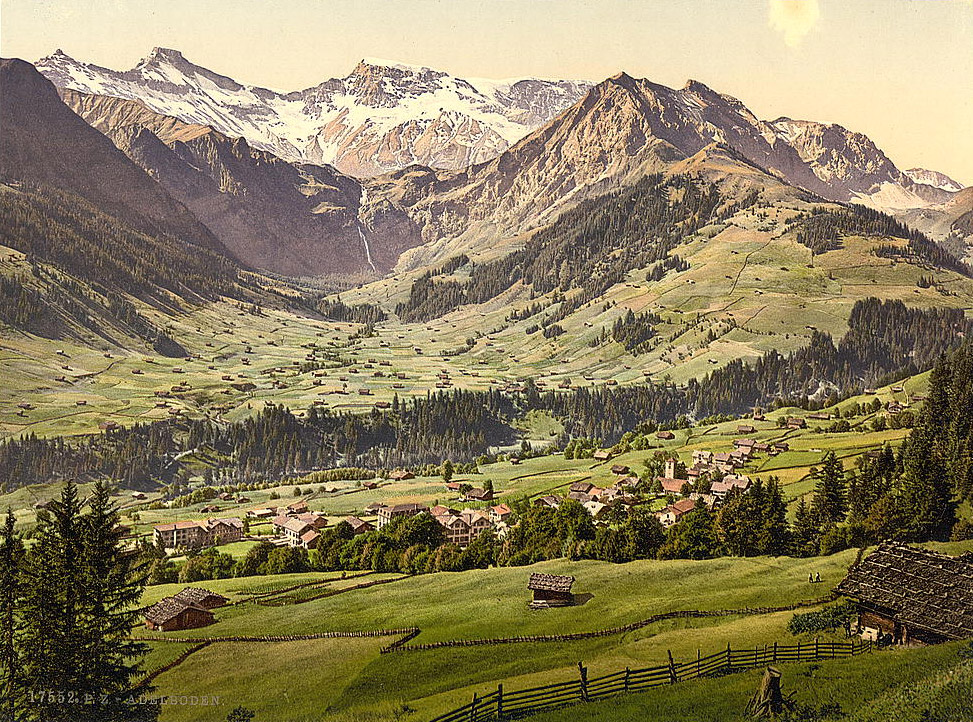
La vallata di Adelboden vista dal paese tra il 1890 e il 1900 circa; s'intravedono, in lontananza, le cascate Engstligenfälle e, sulla destra, il campanile della chiesa. Il panorama è pressappoco immutato

Nel XIX secolo l'espansione demografica causò un ingente incremento del lavoro manifatturiero, specialmente della scultura, della pittura e del settore tessile. La costruzione della strada per Frutigen (1884) e la seguente introduzione di un servizio di carrozze e di autobus (1917) collegati alla stazione di Frutigen aprirono la strada al turismo, facendo di Adelboden un luogo di villeggiatura estiva, a partire dagli anni 1870, e invernale, dal 1901. Nel 1873 venne aperta la prima pensione da parte di un insegnante locale, che divenne in seguito un hotel (Hari im Schlegeli), mentre il primo albergo (il "Bären") risalirebbe al 1569. Era un edificio diviso in drogheria e locale per il sellaggio; nel 1934 l'originale struttura vecchia di 365 anni venne abbattuta e, in seguito, completamente ricostruita: riaprì al pubblico nel 1935. In seguito è stato ristrutturato nel 1991..
Le prime vacanze sciistiche organizzate su base commerciale della storia dello sci si svolsero ad Adelboden. Nel 1903 Henry Lunn, sotto la guida della Public Schools Alpine Sports Club, si accordò con alcuni hotel locali instaurando rapporti turistici. Dal 1904 si organizzano gare di sci. Alcuni impianti turistici e sportivi vennero edificati negli anni seguenti: una piscina (1931), una scuola di sci (1933), più impianti di risalita (il primo nel 1936, a Engstligenalp), la teleferica di Engstilgenalp (1937) e una pista di pattinaggio artificiale (1959). Lo sviluppo degli hotel e dell'artigianato locale e, in seguito, la costruzione di case di vacanze, appartamenti e chalet, causarono un ampliamento del paese soprattutto tra il 1898 e il 1914, e nuovamente dal 1960 in poi. L'intenso sviluppo fece nascere nuovi impieghi e interessò anche talune frazioni del comune (soprattutto Innerschwand, Ausserschwand e Boden) che ebbero una forte espansione della superficie edificata e un graduale processo di urbanizzazione. Nel 1990 il settore terziario era indicato come il 56% delle attività.
La chiesa anglicana fu eretta nel 1908; quella cattolica nel 1923; un'altra cappella venne edificata in tempi più recenti nella frazione di Boden. Al di sotto di quella di Boden, durante la seconda guerra mondiale fu costruito un grande rifugio antiatomico. Il tracciato stradale di collegamento con Frutigen venne ulteriormente agevolato negli anni 1980 con la costruzione di una galleria moderna (Linterfluhtunnel), per permettere di evitare un tratto curvoso soggetto a frane.
Nel 2002, Anno internazionale delle montagne, l'Ufficio federale dell'agricoltura (UFAG) e l'Organizzazione delle Nazioni Unite per l'alimentazione e l'agricoltura (FAO) hanno organizzato ad Adelboden la "Conferenza internazionale sull'agricoltura sostenibile e lo sviluppo rurale in montagna", inserita dalla FAO nel calendario delle principali manifestazioni globali indette. Dalla conferenza, con partecipanti da 55 paesi del mondo, è scaturita la Dichiarazione di Adelboden. Nel testo finale è stato presentato un piano d'azione per la salvaguardia del territorio alpino: una serie di raccomandazioni a livello regionale, nazionale e internazionale che sviluppano un approccio strategico globale al progetto di agricoltura sostenibile e di sviluppo rurale della montagna.

## Monumenti e luoghi d'interesse

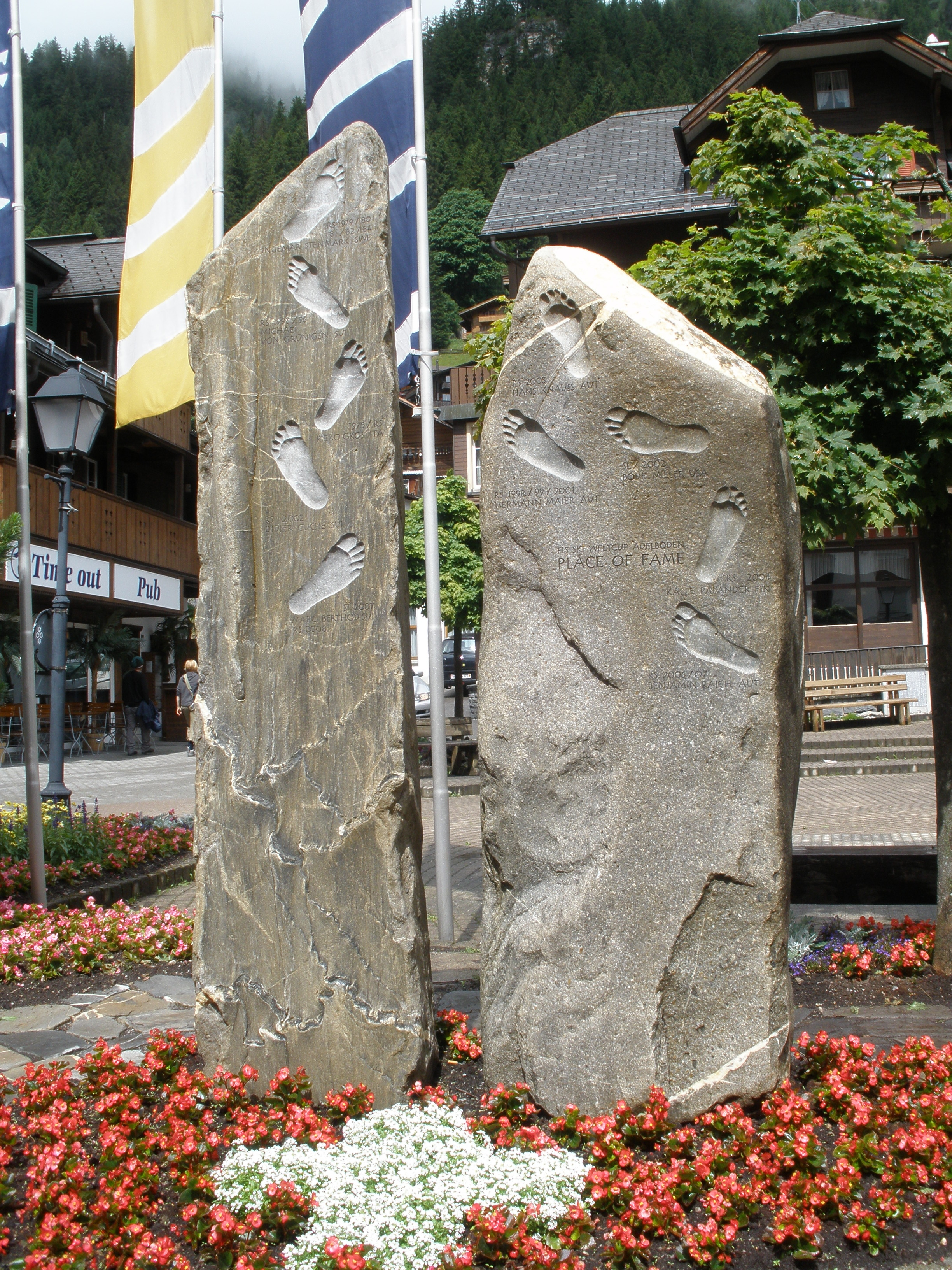
La statua nel centro con le orme dei vincitori dello slalom gigante sulla pista Chuenisbärgli

Nella strada principale del borgo, accanto alla chiesa quattrocentesca, è presente una fontana composta da imponenti massi sovrapposti, di fronte alla quale vi è una statua lignea del personaggio femminile di Vogel-Lisi. Nella piazza centrale del paese, invece, è presente una statua con il calco del piede dei vari vincitori delle gare di Coppa del Mondo di sci alpino che si svolgono nel comune: tradizionalmente, a ogni nuova competizione la statua viene aggiornata con un nuovo calco, per opera dello scultore Björn Zryd.
Nel piccolo cimitero locale giacciono le spoglie dello scrittore italo-inglese Rafael Sabatini, deceduto il 13 febbraio 1950 ad Adelboden, dove volle passare i propri ultimi giorni. La moglie Christine Dixon scolpì una scultura per il loculo del marito: un uomo chino, col volto crucciato a terra e una penna stretta fra le dita; mentre sulla lapide impresse una frase scritta dal marito stesso come incipit del suo maggiore successo letterario (Scaramouche, 1921): «He was born with a gift of laughter and a sense that the world was mad».
Il Museo di Storia Locale, o Adelboden Museum, inaugurato nel 1983 e con sede presso la ex-chiesa inglese accanto al Ciné Rex, racconta la storia della valle e del comune esponendo fotografie, oggetti d'epoca, minerali e attrezzi sportivi.

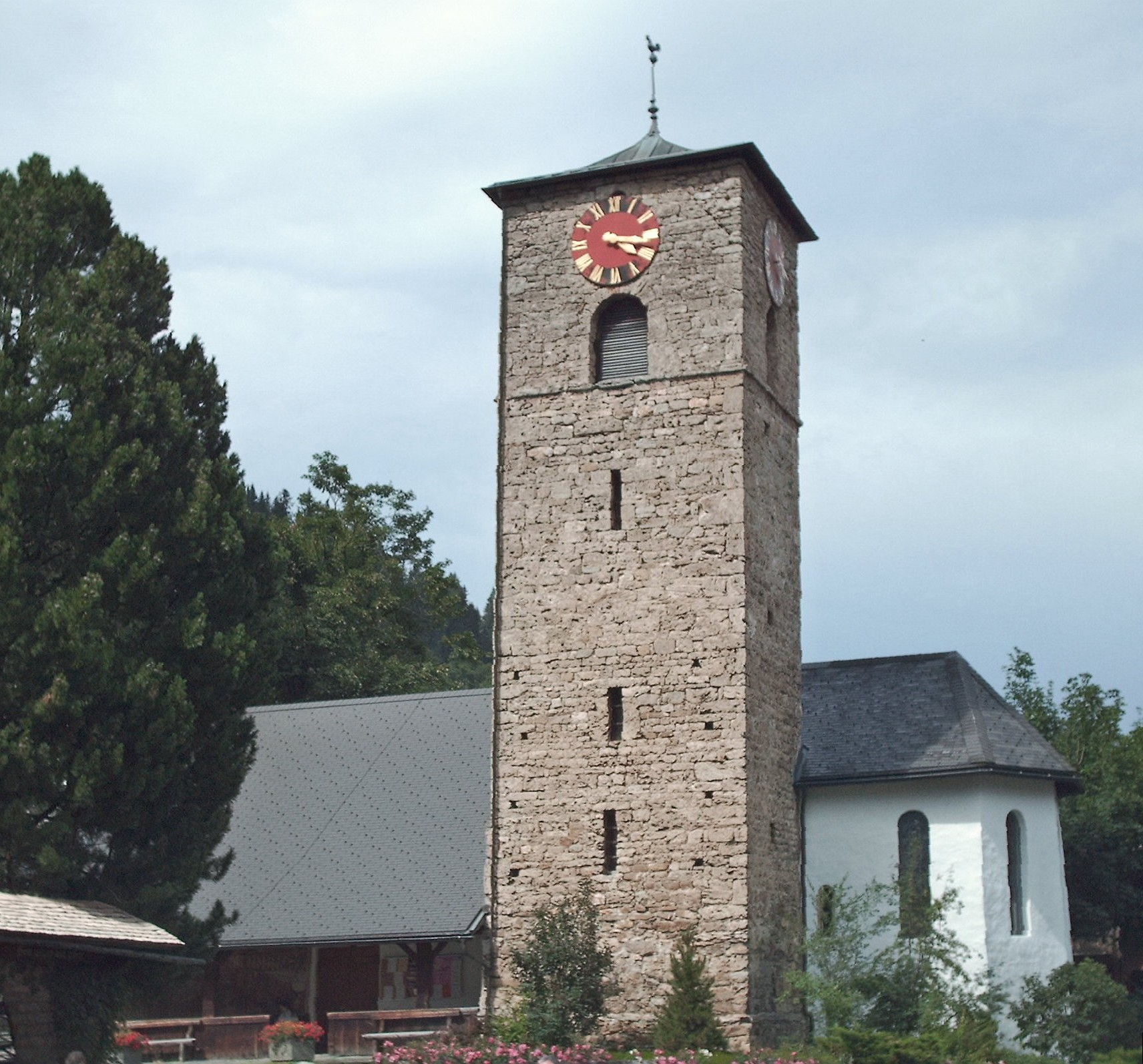
La chiesa situata in una delle due piazze principali sulla via del paese

La chiesa evangelica possiede alcune vetrate d'inizio Novecento dipinte dal pittore svizzero Augusto Giacometti.

## Società

### Evoluzione demografica
L'evoluzione demografica è riportata nella seguente tabella:
Abitanti censiti

### Lingue e dialetti
La lingua principale è il tedesco, parlata nel particolare dialetto alemanno locale chiamato Adelbodnertütsch, traslato dal dialetto svizzero bernese con influenze vallesane e tedesche.

### Religione
Le chiese nella zona sono tre, due nel centro del paese, una nella frazione di Boden. La popolazione del luogo, come norma in Svizzera, è prevalentemente di credo protestante: riformati, 81,54 %; cattolici, 4,77 %; altre confessioni, 13,63 %.
I dati sulle altre comunità religiose, oltre alla Chiesa evangelica riformata, sono stati raccolti nel censimento nel 2000: il 16,4% della popolazione di Adelboden era afferente a una chiesa libera protestante, il 5,9% era cattolico e l'1,0% era ortodosso cristiani. Il 2,0% apparteneva a religioni non cristiane (compresa una maggioranza musulmana con l'1,9%), mentre l'1,9% era aconfessionale.

### Istituzioni, enti e associazioni
L'ospedale più vicino è a Frutigen (17 km), che opera anche nell'area di Adelboden coi servizi di soccorso d'emergenza, ove sono in servizio inoltre medici e servizi di farmacie. È attiva nel centro una piccola centrale della polizia cantonale e, nel centro del paese, una centrale dei vigili del fuoco locale.
La Centrale nazionale d'allarme del governo svizzero (CENAL) ha installato nell'area una delle 58 sonde presenti in tutta la Svizzera per la misurazione della radioattività. La sonda trasmette ogni dieci minuti i valori alla centrale: se la radioattività supera la soglia predefinita (1 mikro-Sv/h), presso la CENAL scatta automaticamente un allarme.

## Cultura

### Istruzione
Nel comune di Adelboden sono presenti un asilo, una scuola elementare e una scuola media. Il liceo più vicino è a Frutigen (17 km di distanza). Visto il clima rigido della stagione invernale e per permettere agli alunni di aiutare le proprie famiglie nel lavoro contadino, le ferie scolastiche hanno una durata di circa due mesi d'inverno, e due mesi in estate.

### Media
È presente una stazione televisiva locale che effettua servizio di teletext, chiamata Adelboden-Info, e un'emittente via cavo, la Adelcom che gestisce anche il servizio di connessione internet a banda larga.

### Eventi
- Alpaufzug - Alpeggio delle mandrie[41]

Luglio
- Vogellisi-Festival - Festival di musica dal vivo[42]
- Kammermusik-Festival - Festival di musica da camera[43]
- Kurorchester - Concerti dell'orchestra locale

Agosto
- Tag der offenen Sennhütten - Libero ingresso ai masi[44]
- Circus Monti - Con cadenza non fissa il circo itinerante Monti fa tappa nella frazione di Boden.[45]

Ottobre
- Adelboden-Märit - Mercato d'autunno[46]

## Geografia antropica

### Urbanistica
Una parte degli abitanti del comune è distribuita nelle circostanti valli di Ausserschwand, Boden, Gilbach, Hirzboden e Stigelschwand. Nonostante la fornitura di servizi ed esercizi commerciali concentrati nel centro, il territorio e il paese mantengono le connotazioni caratteristiche tipiche dei piccoli villaggi di montagna, con grandi vallate, boschi e monti incontaminati.

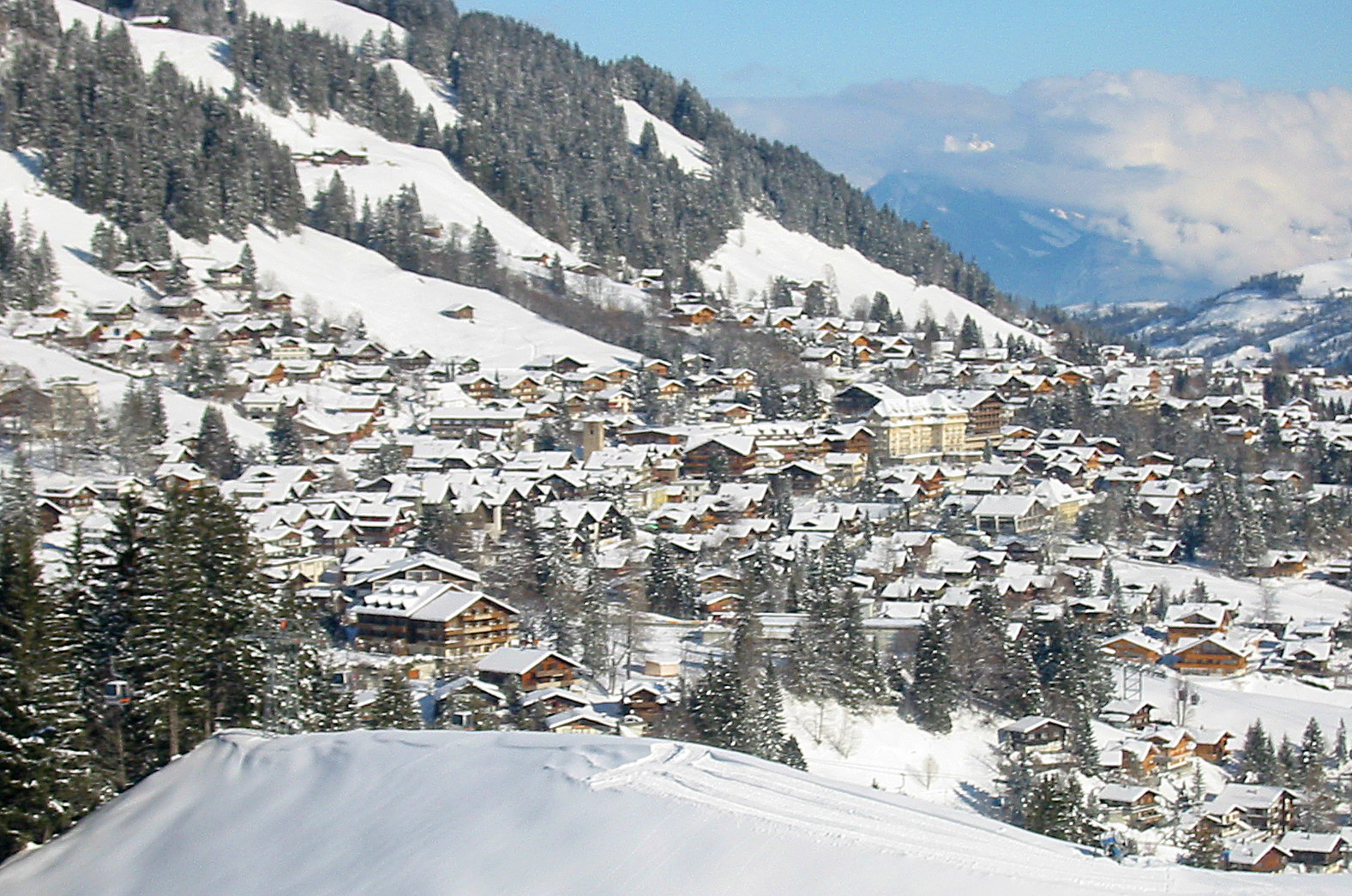
Adelboden in inverno

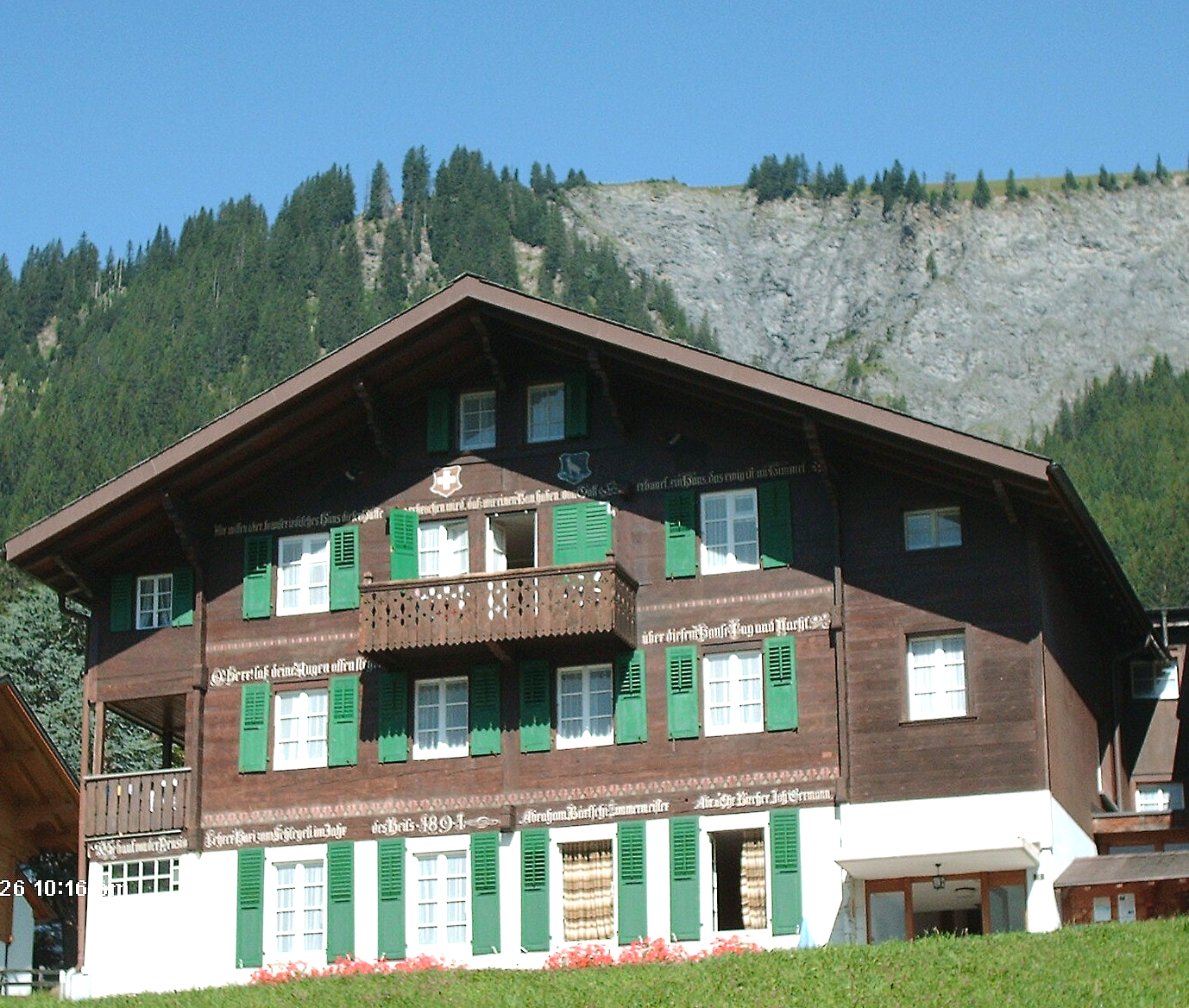
Uno chalet datato 1887

Il fulcro del paese è caratterizzato da una lunga via centrale nella quale sono presenti attività commerciali, ristoranti e locali, le poste e istituti di credito. Al centro della via principale è situata anche l'antica caserma dei vigili del fuoco. Caratteristica la bottega del tabaccaio, posta accanto all'orologiaio, fornita con tabacchi provenienti da tutto il mondo.
Le costruzioni della zona sono prevalentemente di periodo ottocentesco (chalet), caratterizzate dai tetti spioventi in legno e dalle facciate in legno bruciato intarsiate, sovente riportanti l'anno di costruzione dell'edificio e un breve testo benaugurate o di benvenuto. La parte più moderna del paese, quella che si snoda verso Innerschwand, e Ausserschwand, presenta anche alcune recenti costruzioni in muratura.

## Economia
Il turismo e il settore dell'edilizia turistica rappresentano le principali risorse economiche del comune. A partire dai primi anni 2000, i cambiamenti climatici che hanno interessato la regione, così come l'intera Europa, hanno suscitato preoccupazioni e la promozione di alcuni studi per il sostentamento dell'economia turistica della zona.

### Agricoltura
L'economia, oltre che turistica, fa perno sull'agricoltura e la pastorizia, settore a cui è dedicato il 41.5% del territorio. Le famiglie impiegate esclusivamente nell'allevamento nel 2013 erano circa 50.
Nel territorio è inoltre presente una nota fabbrica di produzione e imbottigliamento di acqua minerale e bevande che si approvvigiona direttamente da una fonte locale, la Adelbodner Mineral, che propone visite turistiche allo stabilimento.

### Servizi
Nel centro del paese è concentrata la maggioranza degli esercizi commerciali del comune, mentre un numero più ristretto è situato nelle frazioni circostanti. Oltre all'ufficio postale, nel centro del paese hanno sede banche, supermercati, cinema, farmacie, garage, locali di intrattenimento e il Verkehrsbüro, l'ufficio del turismo.

### Turismo
L'area turistica del comune si estende da 1 300 a più di 2 400 m s.l.m.. Nel territorio sono presenti (dati del 2007) 24 hotel con circa 1 300 letti, 800 case di vacanza con circa 10 000 letti (con sensibile differenza di costo tra stagione estiva e invernale), 28 colonie con 830 letti, 3 campeggi e 40 ristoranti. Nel centro di Adelboden si trova una delle sedi dell'Associazione mondiale guide ed esploratrici ("Our Chalet"), l'associazione mondiale che si occupa del supporto e dello sviluppo del guidismo, corrispondente femminile dell'Organizzazione mondiale del movimento scout.
Sono presenti anche numerosi impianti di risalita, attivi anche nella stagione estiva, impianti sportivi al chiuso, itinerari naturalistici ed escursionistici, e locali per l'intrattenimento diurno e notturno nel centro del paese.

#### Stagione invernale

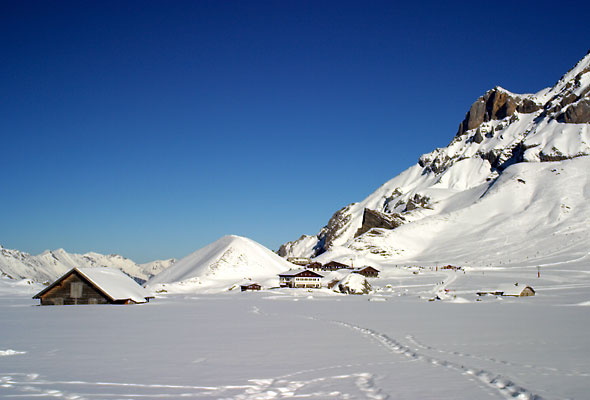
Il pianoro di Engstligenalp in inverno

Grazie all'attrattiva delle gare della Coppa del Mondo di sci alpino, Adelboden è nota maggiormente per i servizi turistici della stagione fredda. Durante la stagione invernale i monti circostanti si prestano, oltre che per lo sci (più di 200 km di piste), per scalate, escursioni e arrampicate in cordata, con una scuola locale di alpinismo, sci e snowboard. Gli itinerari, suddivisi in vari livelli di difficoltà, dalla strada di montagna (Wanderweg) al percorso per alpinisti esperti, coprono l'intero territorio del comune. Caratteristico l'albergo con ristorante in quota sul pianoro di Engstligenalp, a più di 2000 m s.l.m., servito da un'apposita funivia e da sentieri escursionistici.

#### Stagione estiva

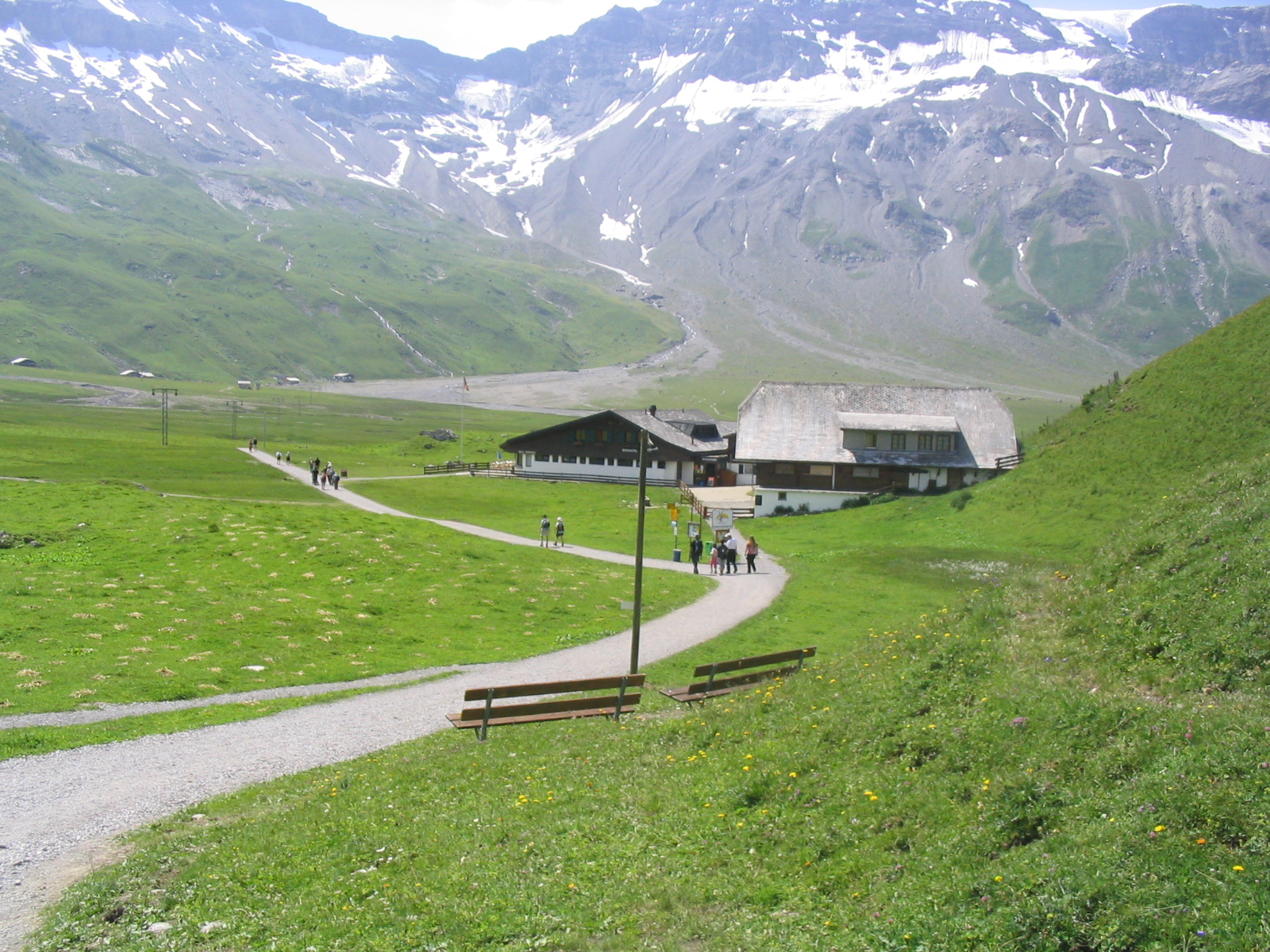
Il pianoro di Engstligenalp in estate

Nella stagione estiva si aprono circa 300 km di percorsi escursionistici, ginnici, o arrampicate. È presente una celebre piscina panoramica aperta tutto l'anno. Sono presenti anche alcuni campi da tennis, da golf, da curling, e parchi giochi attrezzati.
Nell'ambito dell'area comunale sono tracciati circa cento itinerari ciclabili che coprono le vallate circostanti, con più di 4.000 km di percorsi e livelli di difficoltà e lunghezze variabili. Alcuni garage del luogo offrono il noleggio di biciclette, ciclomotori e automobili. È anche possibile effettuare escursioni in carrozza attraverso le strade del comune.

## Infrastrutture e trasporti
La stazione ferroviaria più vicina è quella di Frutigen, a 17 km dal centro di Adelboden.
Il collegamento carrabile con Adelboden è garantito da due strade provenienti da est. La prima, a nord del fiume Engstligen e tracciata alla fine dell'Ottocento, è la principale; è servita da una linea di pullman, che percorrono l'intera vallata, e taxi. La seconda, più antica e posta a sud del fiume, è caratterizzata da frequenti dossi e da un piano asfaltato stretto e tortuoso. Quest'ultima è sfruttata principalmente dai residenti nell'area.
Per raggiungere Adelboden è anche possibile percorrere un vecchio passo di montagna che collega il monte Engstligenalp (a sud del territorio di Adelboden) al passo della Gemmi e al Canton Vallese, utilizzato in epoca moderna solo da escursionisti. Un secondo antico valico collega Lenk a Hahnenmoospass offrendo una vista sul massiccio Wildstrubel-Wildhon e sull'alta Simmental (a ovest di Adelboden); il piano stradale è ampio ma sterrato e scosceso, con accesso consentito ai soli pedoni. L'unica via per raggiungere Adelboden in auto è perciò da est, da Frutigen.

## Sport

### Ciclismo
Il Tour de Suisse ha toccato Adelboden in due occasioni:
- 16 giugno 1952, tappa di 204 km con arrivo in salita (Le Locle-Adlboden) vinta dal ciclista svizzero Walter Diggelmann in 5h38'46''[68];
- 16 giugno 2004, tappa di 161 km con arrivo in salita (Bätterkinden-Adelboden) vinta dal ciclista sudafricano Robert Hunter in 3h45'16''[69].

### Sci
Nel periodo invernale si svolgono a sud del territorio di Adelboden (nella frazione di Boden) alcune gare della Coppa del Mondo di sci alpino, nelle discipline dello slalom gigante e dello slalom speciale maschili. È celebre la pista Chuenisbärgli, considerata una delle più difficili al mondo, sulla quale si svolge uno degli slalom giganti più impegnativi del Circo bianco. Generalmente a inizio gennaio oltre allo slalom gigante si disputa anche, dal 2000, uno slalom speciale, che recupera una tradizione interrotta dopo l'introduzione della Coppa del Mondo (1967). Entrambe le gare sono esclusivamente maschili.